# Rolf-Dieter Amend
Rolf-Dieter Amend (21. března 1949 Magdeburg, Sasko-Anhaltsko – 4. ledna 2022 Postupim, Braniborsko) byl německý trenér rychlostních kanoistů a východoněmecký vodní slalomář, kanoista závodící v kategorii C2. Jeho partnerem v lodi byl Walter Hofmann.
Na mistrovstvích světa ve vodním slalomu získal dvě zlaté (C2 družstva – 1971, 1975) a jednu stříbrnou medaili (C2 – 1971). Na Letních olympijských hrách 1972 jeho loď zvítězila v individuálním závodě C2.
Po ukončení závodní kariéry začal pracovat jako trenér rychlostních kanoistů.
Zemřel 4. ledna 2022 ve věku 72 let v postupimské části Neu Fahrland.